# Ano curricular
Ano curricular é a parte do plano de estudos de um curso de ensino superior que, de acordo com o respectivo instrumento legal de aprovação, deva ser realizada pelo estudante, quando em tempo inteiro e regime presencial, no decurso de um ano lectivo.